# Ric Flair
Richard Morgan "Ric" Fliehr (Memphis, 25 de fevereiro de 1949) é um ex-lutador de luta profissional estadunidense atualmente contratado pela WWE sob um contrato de lendas. É mais conhecido pelo nome artístico Ric Flair. Também conhecido como "The Nature Boy," Flair é considerado um dos maiores lutadores de todos os tempos, com uma carreira de mais de 40 anos. É conhecido por seus longos e prolíferos períodos na National Wrestling Alliance (NWA), World Championship Wrestling (WCW), World Wrestling Federation (WWF, depois WWE) e Total Nonstop Action Wrestling (TNA).
Flair é oficialmente reconhecido pela WWE, TNA e Pro Wrestling Illustrated como 16 vezes campeão mundial (oito vezes Campeão Mundial dos Pesos-Pesados da NWA, seis vezes Campeão Mundial dos Pesos-Pesados da WCW e duas vezes Campeão Mundial dos Pesos-Pesados da WWF). O real número de reinados mundiais variam de acordo com a fonte, indo de 16 até 25 títulos.
Na WCW, ele também trabalhou duas vezes como roteirista ("booker") — entre 1989 e 1990, e depois em 1994. Em 2012, Flair tornou-se a primeira pessoa a ser introduzida duas vezes ao Hall da Fama da WWE, primeiro em 2008 por sua carreira individual e uma segunda vez em 2012 como membro do grupo Four Horsemen. Ele também é membro do Hall da Fama da NWA (classe de 2008). O penteado e maneirismos de Flair foram inspirados por  Buddy Rogers, que interpretava a persona ("gimmick") de "Nature Boy" nas décadas de 1950 e 1960.
Flair foi o primeiro Campeão Mundial dos Pesos-Pesados da WCW, tendo recebido o título após a secessão da WCW da NWA em 1991. Com isso, ele também tornou-se o primeiro Campeão da Tríplice Coroa, já tendo ganhado o título dos Estados Unidos e o título Mundial de Duplas. Em 2005, ele completou a versão da Tríplice Coroa da WWE ao conquistar o  Campeonato Intercontinental, depois de ter reinados como Campeão Mundial dos Pesos-Pesados da WWF e Campeão Mundial de Duplas. Usando o total reconhecido (pela WWE, TNA e PWI) de 16 títulos mundiais e seis reinados com o título estadunidense, Flair possui um total de 31 títulos majoritários entre a NWA, WCW e WWF/E, além de numerosos títulos regionais. Durante sua carreira, ele participou de lutas primárias do maior evento da WWE, WrestleMania, e do evento equivalente da NWA/WCW, Starrcade, em nove ocasiões. Também foi o vencedor do Royal Rumble de 1992, o qual valia o vago Campeonato da WWF.

## Infância e adolescência
Richard Fliehr nasceu em 25 de fevereiro de 1949 em Memphis, Tennessee. No capítulo inicial de sua autobiografia, To Be the Man, diz que seu nome de nascimento em diferentes documentos está como Fred. Foi adotado por pais germano-americanos. Na época de sua adoção (arranjada pela Tennessee Children's Home Society, mais tarde fechada por fraude; o capítulo inicial de sua autobiografia é titulado "Black Market Baby", em tradução livre, "Bebê do Mercado Negro"), seu pai estava completando uma residência em Detroit. Pouco depois, a família mudou-se para Edina, Minnesota, onde o jovem Fliehr morou por toda sua infância. No ensino médio, estudou na Academia Wayland, um internato coeducacional em Beaver Dam, Wisconsin, por quatro anos, quando praticou luta, futebol americano e atletismo.
Em sua adolescência, Fliehr conseguiu um emprego como salva-vidas em uma piscina local em Minnesota.[carece de fontes?] Foi exposto à luta profissional pela primeira fez quando conheceu os irmãos Vachon.[carece de fontes?] Em 1966 e 1968, Fliehr venceu o campeonato de luta de escolas particulares, sendo recrutado pela Universidade de Minnesota em uma bolsa esportiva de futebol, jogando ao lado de Greg Gagne, filho de Verne Gagne.[carece de fontes?] Ele abandonou a faculdade antes de se formar e passou a trabalhar como segurança em uma boate dos arredores, onde conheceu o levantador de peso Ken Patera, que estava treinando para uma carreira na luta livre na escola de Verne Gagne. Patera apresentou Flair para Gagne, que o aceitou como membro de sua escola.[carece de fontes?]

## Carreira

### American Wrestling Association (1972—1974)
Sob a tutela de Josh Klemme e Billy Robinson, Fliehr frequentou o primeiro campo de treinamento de Verne Gagne com Greg Gagne, Jim Brunzell, Iron Sheik e Ken Patera no celeiro de Gagne fora de Minneapolis no inverno de 1971. Em dezembro de 1972 ele fez sua estreia em Rice Lake, Wisconsin, enfrentando George "Scrap Iron" Gadaski em um empate de 10 minutos, utilizando o nome "Ric Flair". Então pesando cerca de 135 quilos e com curtos cabelos castanhos, Flair estava distante de sua imagem de "Nature Boy". No entanto, ele chamou atenção por sua personalidade e resistência. Durante sua estadia na American Wrestling Association (AWA), Flair enfrentou Dusty Rhodes, André the Giant, Larry Hennig e Wahoo McDaniel.

### Japão (1973—2013)
Flair competiu pela primeira vez no Japão em 1973 pela International Wrestling Enterprise (IWE) devido a um acordo entre a companhia e o dono da AWA, Verne Gagne. Após Flair deixar a AWA pela Mid-Atlantic Championship Wrestling (MACW) de Jim Crockett, Jr. em 1974, passou a participar de turnês pela All Japan Pro Wrestling (AJPW). Em 27 de abril de 1978, Flair foi derrotado em uma luta pelo título nacional unificado da NWA. Na década de 1980, Flair defendeu o Campeonato Mundial dos Pesos-Pesados da NWA na All Japan contra lutadores como Genichiro Tenryu, Riki Choshu, Jumbo Tsuruta, Harley Race e Kerry Von Erich. Em 21 de outubro de 1985, Flair enfrentou Rick Martel em um combate no qual defendeu o Campeonato Mundial dos Pesos-Pesados da NWA e tentou conquistar o Campeonato Mundial dos Pesos-Pesados da AWA, mas a luta resultou em dupla contagem, o que não permitiu troca de cinturões. Quando a All Japan deixou a National Wrestling Alliance (NWA) no final dos anos 1980, a World Championship Wrestling (WCW) iniciou um acordo com a New Japan Pro Wrestling (NJPW). Em 1989, o acordo levou a uma rivalidade entre Flair e Keiji Mutoh, que estava lutando sob a personagem de "The Great Muta" na WCW. Em 21 de março de 1991, Flair defendeu o Campeonato Mundial dos Pesos-Pesados da NWA e desafiou Tatsumi Fujinami pelo Campeonato dos Pesos-Pesados da IWGP em uma mesma luta no WCW/New Japan Supershow no Tokyo Dome. Fujinami derrotou Flair pelo título da NWA, mas o perdeu de volta para Ric no primeiro evento SuperBrawl em 19 de maio de 1991 nos Estados Unidos.
Quando Flair deixou a WCW pela World Wrestling Federation (WWF) em 1991, ele continuou a participar de turnês pelo Japão pela Super World of Sports (SWS) devido a um acordo entre a WWF e a SWS. Ele manteve o Campeonato da WWF em um combate contra Genichiro Tenryu em 15 de setembro de 1992, já que a luta foi declarada um empate. Em agosto de 1995, novamente contratado pela WCW, Flair participou do torneio G1 Climax na New Japan, onde derrotou Shiro Koshinaka, empatou com Masahiro Chono e perdeu para Keiji Mutoh. Em 17 de julho de 1996, Flair desafiou Shinya Hashimoto pelo título dos pesos-pesados da IWGP, mas acabou derrotado.
Novamente pela WWE, Flair continuou a realizar turnês periódicas pelo Japão entre 2002 e 2008. Ele defendeu o Campeonato Mundial de Duplas com Batista contra The Dudley Boyz duas vezes em fevereiro de 2004. Em 7 de fevereiro de 2005, em um episódio do Raw televisionado da Saitama Super Arena no Japão, Flair foi derrotado por Shawn Michaels em um combate individual. Em fevereiro de 2008, Flair enfrentou Mr. Kennedy no Ariake Coliseum e William Regal in no Budokan Hall, ambas com a estipulação de que, se fosse derrotado, deveria se aposentar.
Em 2 de janeiro de 2013, All Japan anunciou que Flair retornaria à companhia pela primeira fez em cinco anos em 26 de janeiro. Em dupla com Mutoh para enfrentar Fujinami e Seiya Sanada. Esta seria a primeira luta de Flair desde sua derrota em setembro de 2011 contra Sting no Impact Wrestling (programa de televisão) e sua primeira luta na All Japan desde março de 1987. No entanto, momentos antes do evento, a companhia anunciou que Flair não competiria por motivos de saúde, mais tarde explicado como um forte inchaço na perna. Flair foi substituído no combate por seu filho Reid, mas também se envolveu na luta para atacar Sanada.

### National Wrestling Alliance (1974—1991)

#### Tornando-se o "Nature Boy" (1974—1991)
Em 1974, Flair deixou a AWA pela região do Médio Atlântico da National Wrestling Alliance (NWA) de Jim Crockett; e rapidamente conquistou seu primeiro título individual quando, em 9 de fevereiro de 1975, derrotou Paul Jones pelo título televisivo do Médio Atlântico. Em 4 de outubro de 1975, no entanto, a carreira de Flair quase acabou quando ele se envolveu em um acidente aéreo em Wilmington, Carolina do Norte, que matou o piloto e paralisou Johnny Valentine (Mr. Wrestling, Bob Brugger e David Crockett estavam no avião). Flair teve suas costas quebradas em três locais e, aos 26 anos, lhe foi dito que nunca lutaria novamente. Após fisioterapia, Flair voltou a lutar três meses depois para continuar sua rivalidade com Wahoo McDaniel em fevereiro de 1976.
Com Jim Crockett, Jr. o vendo como sua futura maior estrela, Flair conquistou o Campeonato Estadunidense dos Pesos-Pesados da NWA ao derrotar Bobo Brazil em 29 de julho de 1977; e durante os próximos três anos, conseguiu cinco reinados com o título ao se envolver em rivalidades com Ricky Steamboat, Roddy Piper, Mr. Wrestling II, Jimmy Snuka e Greg Valentine (com quem também formou uma dupla). Flair, no entanto, alcançou o status de elite ao referir-se a si mesmo como "Nature Boy" para iniciar uma rivalidade com o "Nature Boy" original, Buddy Rogers em 1978.

## 2003-2005
Foi o manager da equipe nos anos iniciais; era o "cabeça" do grupo e entrava ajudando os membros da Evolution. Apesar disso, ele tornou-se com o tempo um influente lutador e um dos mais ativos do grupo, além de ganhar por duas vezes o Título Mundial de Duplas com Batista. Logo perdeu espaço para Triple H, que se tornou líder. Depois de perder o título de duplas aparecia apenas como manager para ajudar nas lutas.
Ajudou o grupo a expulsar Randy Orton, pois estava ficando muito bom e aparecendo demais, o que era mau para Flair e Triple H, por isso com medo de perderem espaço expulsaram Orton.
No final de 2005, Batista traiu Evolution e conquistou o World Heavyweight Championship de Triple H.

## 2007-2009
Em 2008, foi indicado ao Hall da fama da WWE. E na WrestleMania XXIV, perdeu para Shawn Michaels, e se aposentou após uma estipulação de luta na qual se ele viesse a perder a luta, se retiraria do wrestling.
No dia 2 de Maio de 2009, Ric Flair estreia na Ring of Honor, fazendo uma promo com Jerry Lynn, sendo interferido por Austin Aries

## 2010
No dia 4 de janeiro de 2010 (num especial de 3 horas da TNA, combatendo o WWE RAW) Ric apareceu na TNA em uma luta entre Kurt Angle e A.J. Styles. No primeiro PPV da TNA em 2010, o Genesis Ric foi manager de A.J. Styles, interferindo intensamente na luta entre Styles e Kurt Angle. Ric puxou o mediador da luta para fora do ring, quando Angle fazia um Angle Lock em A.J., salvando-o do give up (caso A.J. desse o give up com o mediador vendo, consequentemente Angle seria o novo TNA World Heavyweight Champion), Flair ainda deu o cinturão de Champion para Styles bater em Angle. Styles fez isso e logo em seguida o pin, vencendo a luta.

## No wrestling

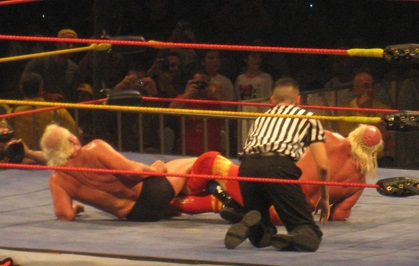
Flair aplicando um figure-four leglock em Hulk Hogan.

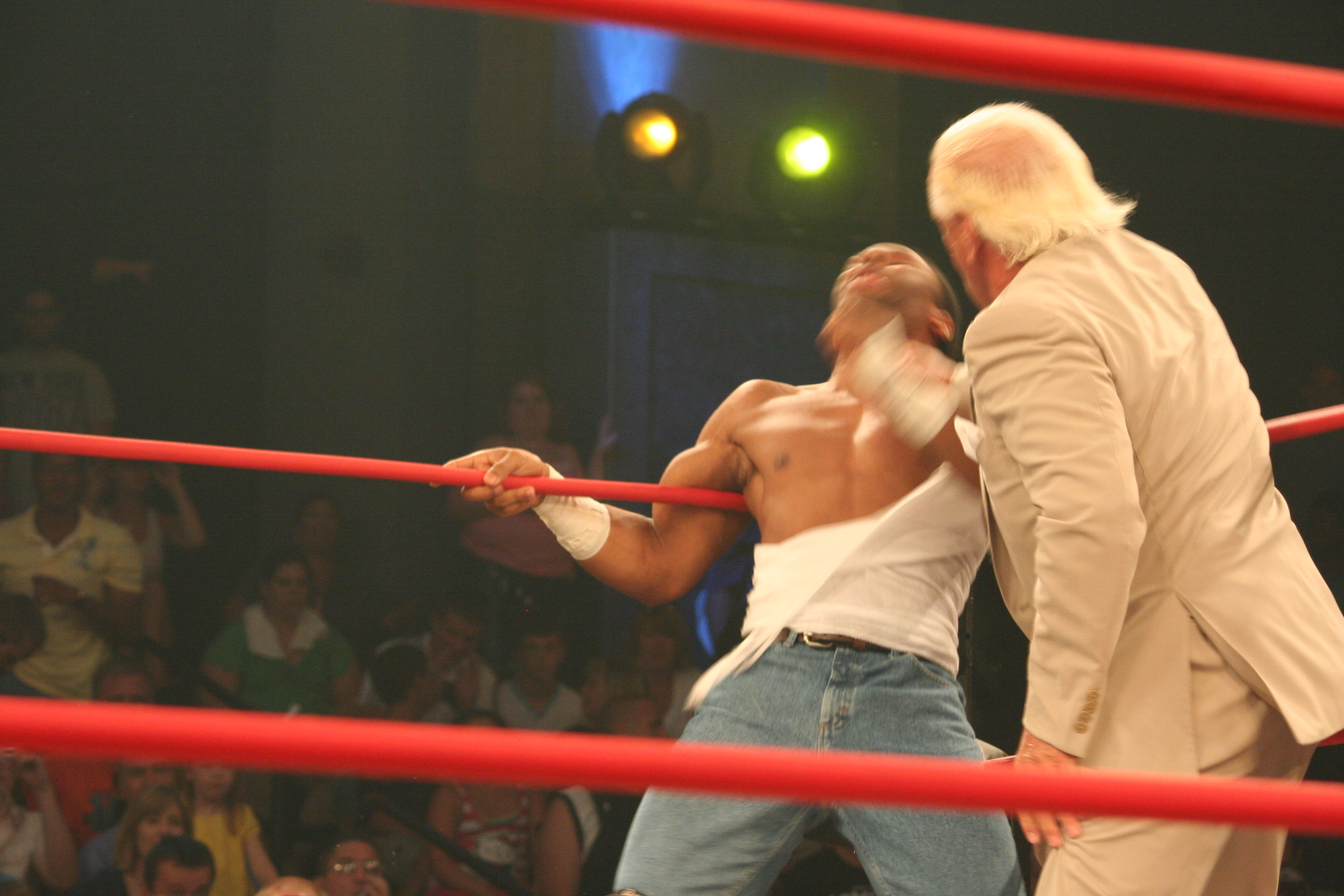
Flair aplicando knife edge chops em Jay Lethal.

- Movimentos de finalização
  - Diving knee drop[1] – início de carreira
  - Figure-four leglock[1] – adotado de "Nature Boy" Buddy Rogers
- Movimentos secundários
  - Chop block, normalmente anterior ao figure-four leglock[1]
  - Elbow drop[1]
  - Knife-edged chop[1]
  - Low blow[1]
  - Diversas variações de suplex
    - Belly to back[1]
    - Delayed vertical[1]
    - Double arm[1]

  - Cutucar[23] ou espetar os olhos do oponente[1]
  - Running jumping knee drop[1]
  - Shin breaker, normalmente anterior ao figure-four leglock[1]
  - Snapmare[1]
- Alcunhas
  - "(The) Nature Boy"
  - "Naitch (encurtamento de "Nature Boy")"
  - "The Dirtiest Player in the Game"
  - "Stylin' and Profilin'"
  - "The Man"
  - "The Alimony Pony"
  - "The Limousine Ridin', Jet Flying, Kiss Stealin', Wheelin' Dealin', Son of a Gun"
  - "Space Mountain"
  - "The Sixty-Minute Man"
  - "Slick Ric"
  - "The Master of the Figure-Four"[24]
  - "The Golden Stallion"[25]
  - "Wrestling God"
- Managers
  - Arn Anderson[1]
  - Ole Anderson
  - Babydoll
  - Debra
  - James J. Dillon
  - Double D
  - Miss Elizabeth
  - Fifi (Wendy Barlow)[26]
  - Jimmy Hart[27]
  - Bobby "The Brain" Heenan
  - Curt Hennig
  - Sherri Martel
  - Hiro Matsuda
  - Woman
- Lutadores de quem foi manager
  - Evolution (Triple H, Batista e Randy Orton)
  - Stone Cold Steve Austin
  - Big Show
  - Carlito
  - David Flair[1]
  - Reid Flair[1]
  - Ricky Morton[1]
  - Fortune (A.J. Styles, Kazarian, Beer Money, Inc. (Robert Roode e James Storm), Douglas Williams e Matt Morgan)[1]
  - Desmond Wolfe[1]
  - Rob Terry[28]
  - Matt Hardy[29]
  - Gunner[30]
- Temas de entrada
  - "Dawn" de Also sprach Zarathustra por Richard Strauss[31]
  - "Galaxy Express" (AJPW)
  - "The Wanderer" por Dion[32]
  - "Dawn" de Also sprach Zarathustra (remix) por Dale Oliver (TNA; 2010–2012)
  - "Line in the Sand" por Motörhead (enquanto parte da Evolution)
  - "Fortune 4"(V1) por Dale Oliver (usado enquanto parte da Fortune)[33]
  - "Immortal Theme" por Dale Oliver (usado enquanto parte do Immortal)[34]

## Títulos e prêmios
- All Star Pro Wrestling

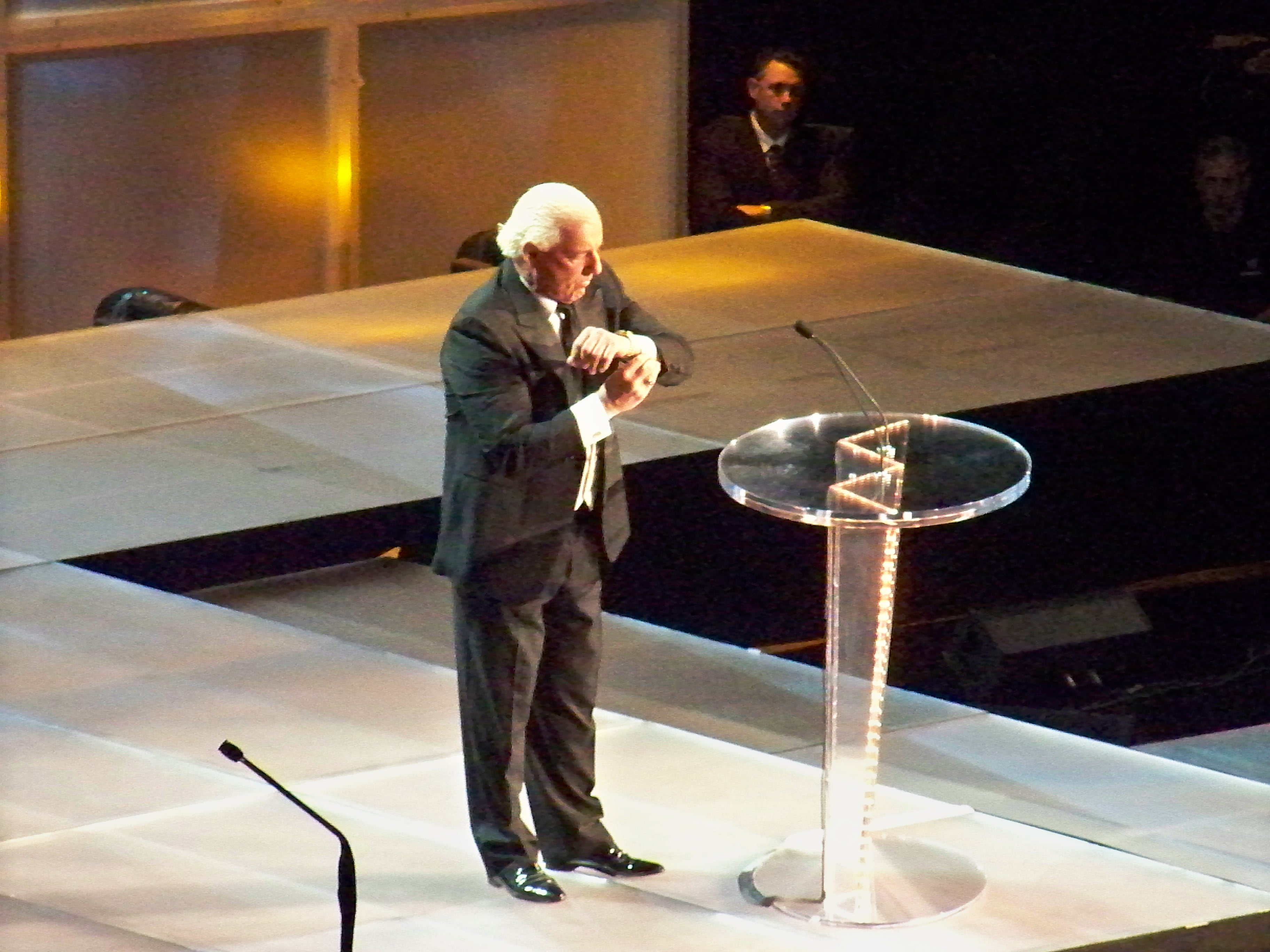
Flair na cerimônia do Hall da Fama da WWE em 2008.

  - NWA World Heavyweight Championship (1 vez)[35]
- All Japan Pro Wrestling
  - NWA World Heavyweight Championship (1 vez)[35]
- Central States Wrestling
  - NWA World Heavyweight Championship (1 vez)[35]
- Mid-Atlantic Championship Wrestling / Jim Crockett Promotions / World Championship Wrestling
  - NWA Mid-Atlantic Heavyweight Championship (3 vezes)[36]
  - NWA Mid-Atlantic Tag Team Championship (3 vezes) — com Rip Hawk (1), Greg Valentine (1) e Big John Studd (1)[37]
  - NWA (Mid Atlantic)/NWA Television Championship (2 vezes)[38]
  - NWA (Mid Atlantic)/WCW United States Heavyweight Championship (6 vezes)1[39]
  - NWA World Heavyweight Championship (7 vezes)2[35]
  - NWA World Tag Team Championship (Versão do Meio-Atlântico) (3 vezes) — com Greg Valentine (2) e Blackjack Mulligan (1)[40]
  - WCW International World Heavyweight Championship (2 vezes)3[41]
  - WCW World Heavyweight Championship (7 vezes)[42]
  - Primeiro Campeão da Tríplice Coroa da WCW
- National Wrestling Alliance
  - Hall da Fama da NWA (Classe de 2008)
- Pro Wrestling Illustrated
  - PWI o colocou na #2ª posição dos 500 melhores lutadores individuais da história em 2003[43]
  - PWI o colocou na #3ª posição dos 500 melhores lutadores individuais em 1991, 1992 e 1994[44][45][46]
  - Rivalidade do Ano (1987) Four Horsemen vs. Super Powers e Road Warriors[47]
  - Rivalidade do Ano (1988, 1990)  vs. Lex Luger[47]
  - Rivalidade do Ano (1989) vs. Terry Funk[47]
  - Luta do Ano (1983) vs. Harley Race (10 de junho)[47]
  - Luta do Ano (1984) vs. Kerry Von Erich no Parade of Champions 1[48]
  - Luta do Ano (1986) vs. Dusty Rhodes no The Great American Bash em uma luta em uma jaula de aço[48]
  - Luta do Ano (1989) vs. Ricky Steamboat no WrestleWar[48]
  - Luta do Ano (2008) vs. Shawn Michaels no WrestleMania XXIV
  - Luta da Década (2000–2009) vs. Shawn Michaels no Wrestlemania XXIV
  - Lutador Mais Odiado do Ano (1978, 1987)[49]
  - Lutador Mais Inspirador do Ano (2008)
  - Novato do Ano (1975)[50]
  - Prêmio Stanley Weston (2008)
  - Lutador do Ano (1981, 1984, 1985, 1986, 1989, 1992)[51]
- Professional Wrestling Hall of Fame and Museum
  - Classe de 2006
- Pro Wrestling Report
  - Luta do Ano (2008) vs. Shawn Michaels no WrestleMania XXIV
  - Momento Mais Memorável — aposentadoria
- St. Louis Wrestling Club
  - NWA Missouri Heavyweight Championship (1 vez)[52]
- St. Louis Wrestling Hall of Fame
  - Classe de 2007
- World Wrestling Federation / World Wrestling Entertainment
  - WWF Championship (2 vezes)[53]
  - World Tag Team Championship (3 vezes) — com Batista (2) e Roddy Piper (1)[53]
  - WWE Intercontinental Championship (1 vez)[53]
  - Royal Rumble (1992)[53]
  - Hall da Fama da WWE (Classe de 2008)
  - Hall da Fama da WWE (Classe de 2012) - com Four Horsemen
  - Décimo Terceiro Campeão da Tríplice Coroa
  - Slammy Award por Luta do Ano (2008) vs. Shawn Michaels no WrestleMania XXIV
- Wrestling Observer Newsletter
  - Melhor Vilão (1990)
  - Melhor Entrevista (1991, 1992, 1994)
  - Rivalidade do Ano (1989)  vs. Terry Funk 
  - Luta do Ano (1983)  vs. Harley Race em uma luta em jaula de aço no Starrcade 
  - Luta do Ano (1986)  vs. Barry Windham na Battle of the Belts II em 14 de fevereiro
  - Luta do Ano (1988)  vs. Sting no Clash of the Champions I 
  - Luta do Ano (1989)  vs. Ricky Steamboat no Clash of the Champions VI: Rajin' Cajun
  - Mais Carismático (1980, 1982–1984, 1993)
  - Mais Proeminente (1986, 1987, 1989)
  - Lutador Favorito dos Leitores (1984–1993, 1996)
  - Pior Rivalidade do Ano (1990) vs. The Junkyard Dog
  - Pior Luta do Ano (1996) com Arn Anderson, Meng, The Barbarian, Lex Luger, Kevin Sullivan, Z-Gangsta e The Ultimate Solution vs. Hulk Hogan e Randy Savage em uma luta Towers of Doom no Uncensored
  - Lutador do Ano (1982–1986, 1989, 1990, 1992)
  - Hall da Fama do WON (Classe de 1996)

1Flair ganhou a versão Meio-Atlântica do NWA United States Championships cinco vezes e os cinco reinados foram reconhecidos após a World Championship Wrestling tomar o controle do título e o renomeou WCW United States Heavyweight Championship em 1991. Após a WCW ser comprada pela WWE, a linhagem do título foi mantida e usada para dar prestígio ao WWE United States Championship. No entanto, WWE não reconhece alguns reinados de quando o título era Mid-Atlantic NWA United States Championship. Apenas quatro reinados de Flair são reconhecidos oficialmente pela WWE.

2Seus últimos quatro reinados com o título foram após Jim Crockett, Jr. vender a promoção para Ted Turner em novembro de 1988, tornando-a World Championship Wrestling. O NWA World Heavyweight Championship foi defendido exclusivamente na WCW até a promoção deixar a National Wrestling Alliance em 1993.

3Reinados não reconhecidos pela WWE.

4Ele ganhou o título pela terceira vez em Kallang, Cingapura. Dados sobre qual promoção criou o evento são conflitantes.